# Taeniotes amazonum
Taeniotes amazonum är en skalbaggsart som beskrevs av Thomson 1857. Taeniotes amazonum ingår i släktet Taeniotes och familjen långhorningar.
Artens utbredningsområde är:
- Costa Rica.
- Panama.
- Paraguay.

Inga underarter finns listade i Catalogue of Life.